# جاو دو توكانتينز
جاو دو توكانتينز بلدية في ولاية توكانتينز في المنطقة الشمالية من البرازيل.